# Hooters
Hooters és el nom comercial propietat de dues cadenes de restaurants nord-americans: Hooters of America Inc, empresa establerta a Atlanta, Geòrgia, i Hooters Inc, companyia amb seu a Clearwater (Florida). Entre ambdues companyies posseeixen locals i franquícies anomenades Hooters, l'any 2016 disposaven de més de 430 restaurants en diferents països, entre ells; Aruba, Austràlia, Àustria, Brasil, Canadà, Xina, Colòmbia, Costa Rica, República Txeca, República Dominicana, Alemanya, Guatemala, Hongria, Japó, Corea del Sud, Mèxic, Panamà, Rússia, Singapur, Sud-àfrica, Suïssa, Taiwan, Tailàndia, Regne Unit i els Estats Units d'Amèrica.
Hooters està orientat cap a una clientela masculina comptant amb personal femení com cambreres amb poca roba, encara que hi ha homes treballant com a cuiners, amfitrions, barmans i gerents. El menú inclou hamburgueses i altres entrepans, filets, marisc i pollastre, i s'especialitza en les aletes de pollastre. Gairebé tots els restaurants Hooters tenen llicències per vendre begudes alcohòliques com cervesa i vi.
Hooters va començar les seves operacions el 4 d'octubre de 1983 amb un restaurant a Clearwater (Florida). L'any 1984, Robert H. Brooks i un grup d'inversors d'Atlanta van comprar-lo, amb els drets de franquícia per a la cadena Hooters. Brooks va comprar finalment la majoria de la companyia i va arribar a ser-ne president. Sota el lideratge de Brooks, Hooters es va expandir d'un únic restaurant a tenir més de 425 locals per tot el món. Brooks va morir al juliol del 2006.

## Noies Hooters

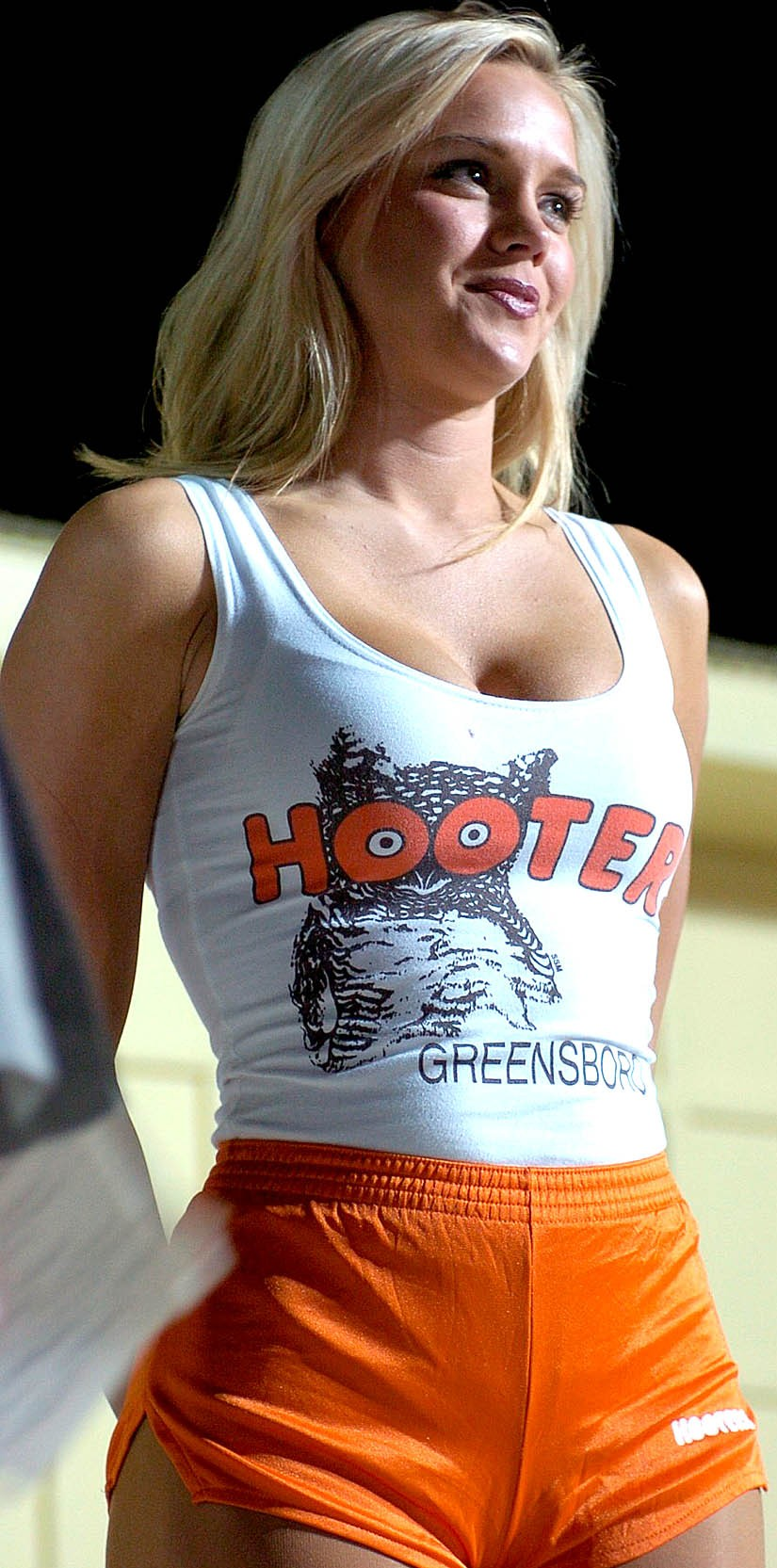
Melissa Poe una de les noies del calendari Hooters vestint el típic uniforme.

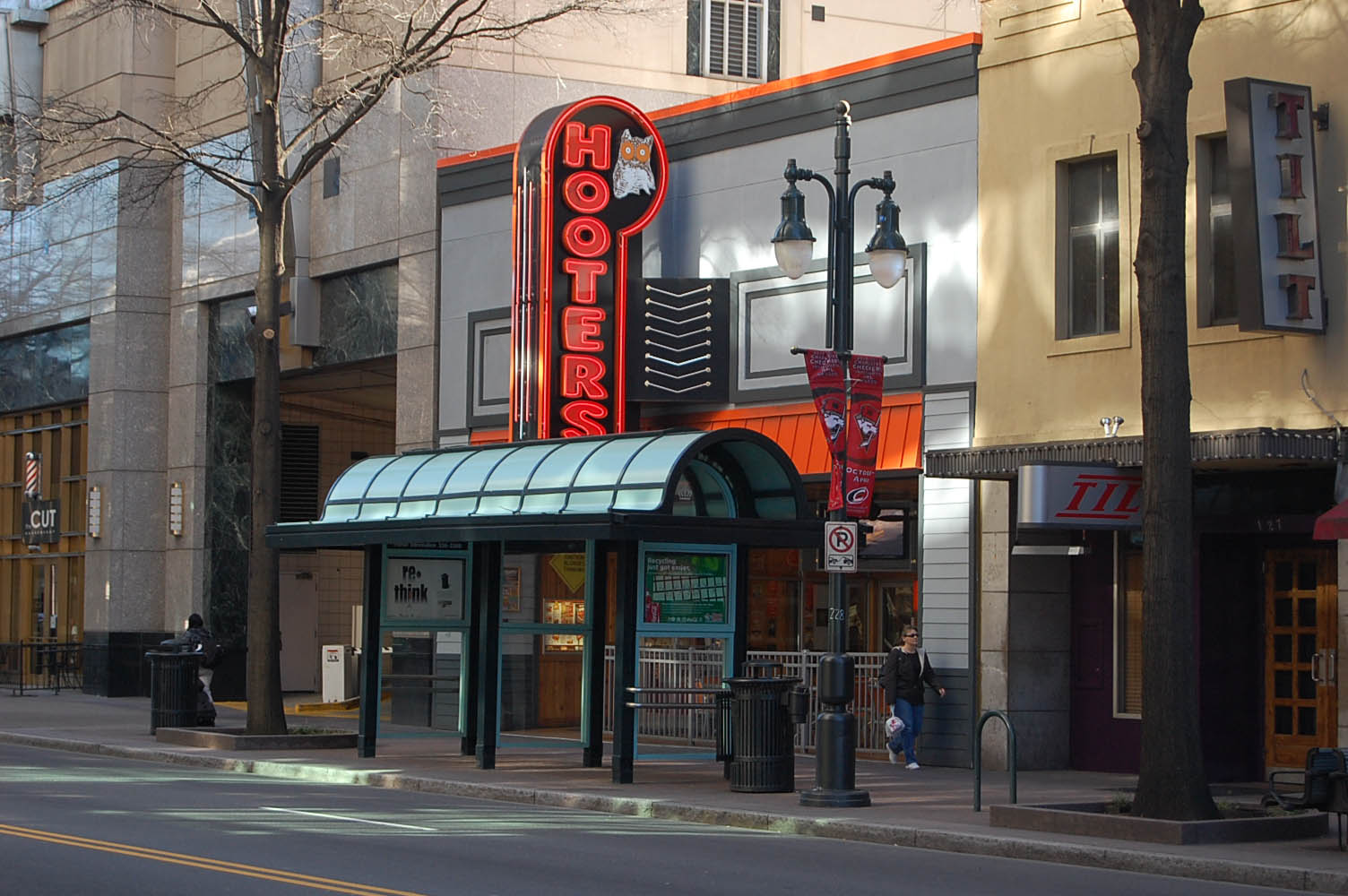
Sucursal de Hooters a Charlotte (Carolina del Nord)

Una noia Hooters (Hooters girl) és una cambrera contractada per la cadena de restaurants Hooters. Se les pot reconèixer fàcilment pel seu uniforme compost d'una samarreta blanca de cotó i elastà amb el logo del mussol de Hooters i la denominació de la ubicació del local en el front, fan servir també pantalons curts, i un nus a l'esquena per accentuar els pits, aquesta costum havia estat habitual abans d'obrir el local, però posteriorment es va canviar l'antic uniforme per les samarretes actuals de cotó i licra ajustades, això va eliminar la necessitat de fer un nus a l'esquena, les actuals samarretes són menys transparents; les cambreres també tenen un uniforme més apropiat per a la temporada de fred. Se sol pensar equivocadament que les noies Hooters són escollides per la grandària del seus pits, però de fet són escollides generalment per la seva bellesa en general. És un rumor popular i fals, que a les noies amb poc pit se'ls demana col·locar un farciment en els seus sostens per treballar a Hooters, tanmateix, l'ús de sostenidors del tipus push up és el més comú. La companyia va començar també a fer servir altres colors i dissenys per a les seves samarretes tals com un tema de camuflatge el dilluns (els dilluns Militars), negre el divendres (divendres Formals), i uniformes de futbol americà de l'equip local de la National Football League durant la temporada de la NFL. La resta de l'uniforme de les Noies Hooters consisteix en pantis, pantalons curts, mitjons blancs, i sabatilles esportives blanques. Pel que fa a la resta del personal, els homes que treballen a Hooters porten sabatilles esportives amb pantalons llargs, davantal en cas de ser cuiner, i gorres amb la marca Hooters.

## Controvèrsies
La cadena és controvertida en dos sentits:
1. L'uniforme és considerat per alguns com un símbol de la Cosificació de la dona. L'ambient general del restaurant és vist per moltes feministes com a sexista i degradant per a les dones.
2. El restaurant fa servir només a dones com a cambreres, i es refereix a elles com a "Noies Hooters" o Hooteritas en els països de parla hispana com Mèxic. Hi ha hagut diverses demandes per discriminació de gènere contra la cadena, que han estat desestimats en els tribunals i en la Comissió per l'Igualtat d'Oportunitats en el Treball (Equal Employment Opportunity Commission), després d'una campanya publicitària que presenta a Vince Gigliotti, director de cuina d'un restaurant Hooters a Sant Petersburg, Florida, vestit amb un uniforme de noia Hooters.

El lloc web de la companyia reconeix: "molts consideren 'Hooters' un terme d'argot per a una porció de l'anatomia femenina" (en l'argot pornogràfic per exemple es denomina hooters als pits femenins, un aspecte subtilment demostrat en els ulls del mussol del logo), però agreguen, "Les Noies Hooters tenen el mateix dret de fer servir els seus atributs naturals propis del sexe femení per a guanyar-se la vida, tal com ho fan les supermodels; Cindy Crawford i Naomi Campbell."

## Relacions públiques

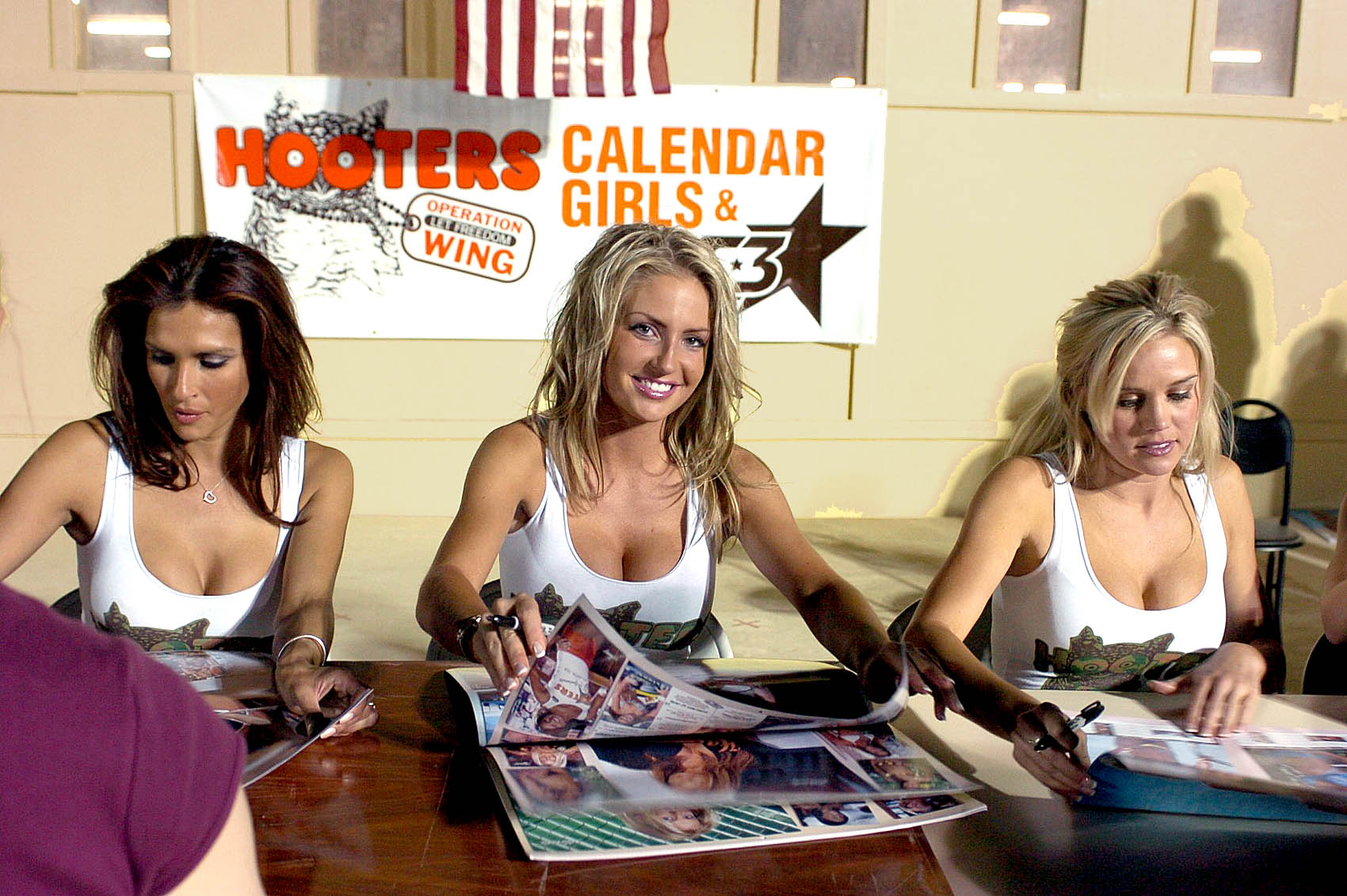
Michelle Moya, Nicki Kretchmer, i Melissa Poe (esq. a der.) signatura d'autògrafs per al públic de l'Aeròdrom de Kandahar, després de l'espectacle del 2 de juny del 2004.

Hooters té una extensa experiència en la gestió de les relacions públiques. L'empresa realitza campanyes i ha proveït ajuda activament a través del Hooters Community Endowment Fund, el fons comunitari de donacions Hooters.
El fons comunitari ha proporcionat diners i/o a voluntaris en campanyes d'ajuda tals com la Jimmy V Foundation for Cancer Research, la Make-A-Wish Foundation, la USO, Special Olympics, American Diabetes Association, Juvenile Diabetes Foundation, i la Muscular Dystrophy Association.
Els restaurants locals sovint escullen les seves pròpies campanyes que s'enfoquen a ajudar a causes de la seva comunitat local. A més de visitar a les tropes nord-americanes desplegades pel món, fins i tot a l'Afganistan, per mitjà de la seva campanya anomenada Operation Let Freedom Wing.

## Altres empreses de Hooters
- Hooters Airlines
- Hooters Casino & Resort (Las Vegas)
- Hooters Magazine